# 제임스 해밀턴

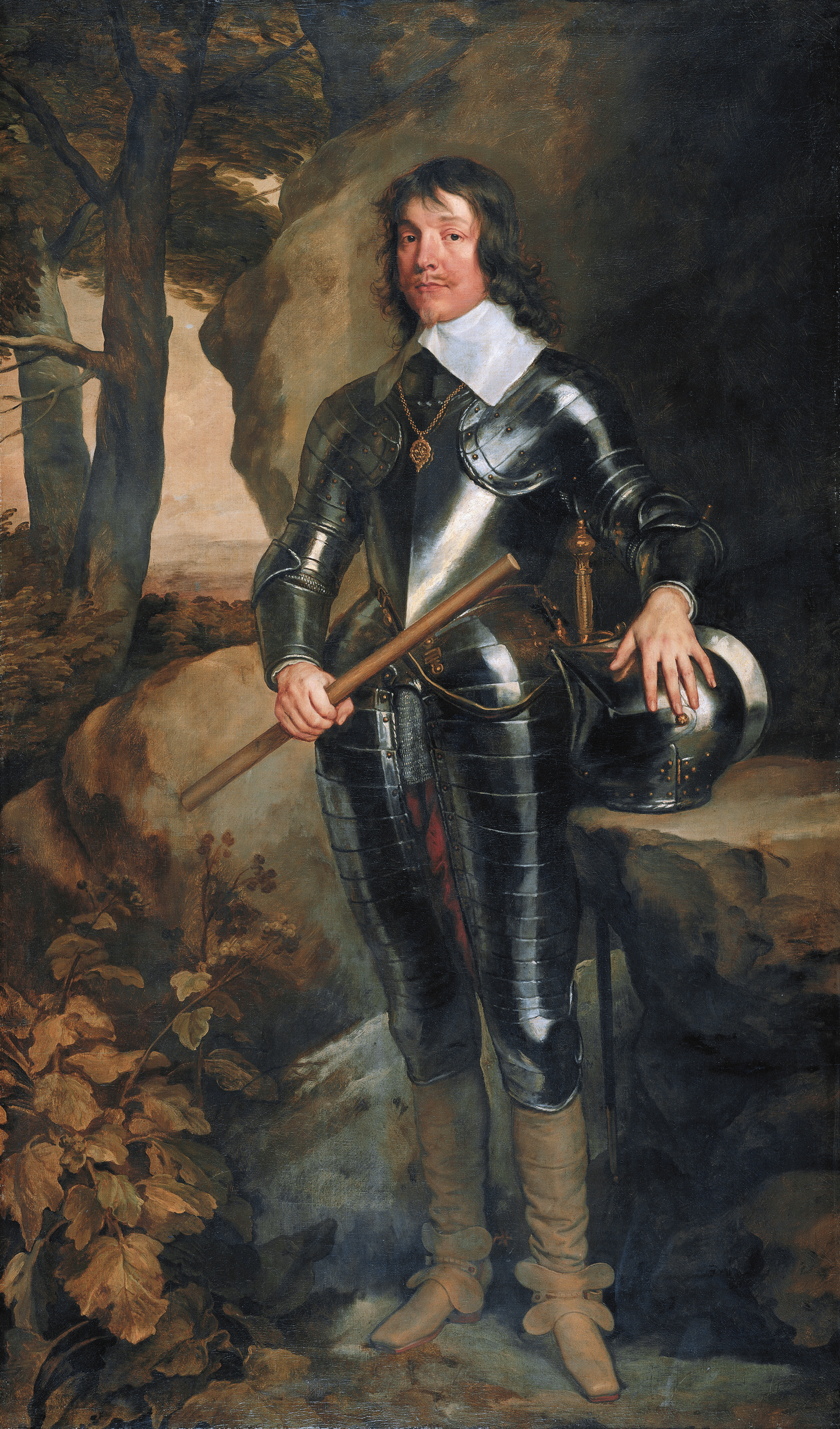
안토니 반 다이크가 그린 초상화 (1640년)

제임스 해밀턴 1대 해밀턴 공작(James Hamilton, 1st Duke of Hamilton, KG, PC, 1606년 6월 19일 – 1649년 3월 9일)는 1625년 3월부터 1643년 4월까지 제3대 해밀턴 후작으로 알려진 스코틀랜드 왕국의 귀족이자 30년 전쟁, 삼왕국 전쟁 동안 영향력 있는 정치 및 군사 지도자였다.